# トゥリアルバ
トゥリアルバ（スペイン語: Turrialba）は、コスタリカにある活火山である。標高は3,340m。コスタリカの火山ではイラス火山（3,432m）に次いで2番目に高い。山頂に3つの火口があるのが特徴。火山活動は活発で、多数の噴火記録がある。

## 火山活動
- 1853年、1855年～1856年、1864年～1866年に噴火した記録があり、そのうち数回は火砕流を発生させる噴火であった。他に1847年と1861年にも噴火した可能性がある。最後の大きな噴火は1856年だが、2016年現在も火山活動は活発で、2005年から活動が継続状態となっている。
- 2010年
  - 1月6日、噴火。警戒レベルを「安全」から「注意」に引き上げ[1]、周辺2つの村の住民が避難した。また、この噴火により、国立公園が閉鎖された[2]。
- 2014年
  - 10月29日、噴火。周辺住民が自主避難した[2]。国立地震学ネットワーク（RSN）によると今回の噴火は、過去150年間に起きた噴火では最大規模になるとみられている[3]。
- 2015年
  - 3月12日、噴火。火山灰や火山ガスがサンホセにまで及び、サンホセにある2つの国際空港が18時間にわたって閉鎖された[4]。
  - 4月23日、噴火。トゥリアルバから80km離れた、サンホセにある空港では火山灰の影響で閉鎖される事態に[5]。
- 2016年
  - 5月20日、噴火。トゥリアルバから30km離れたサンホセでも、建物や車などに火山灰が降り積もり、さらに硫黄の臭いが立ち込めた[6]。

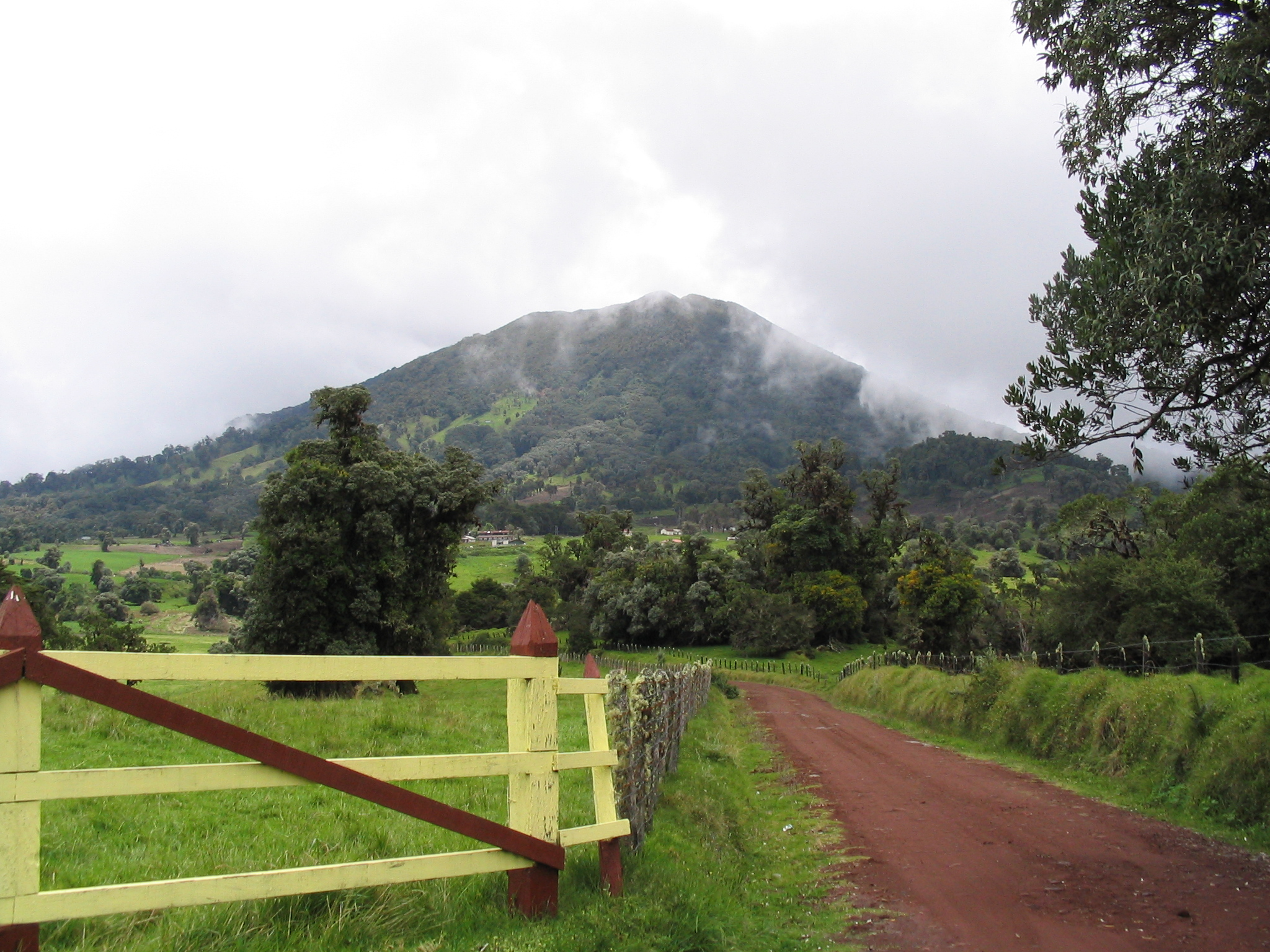
2005年9月撮影
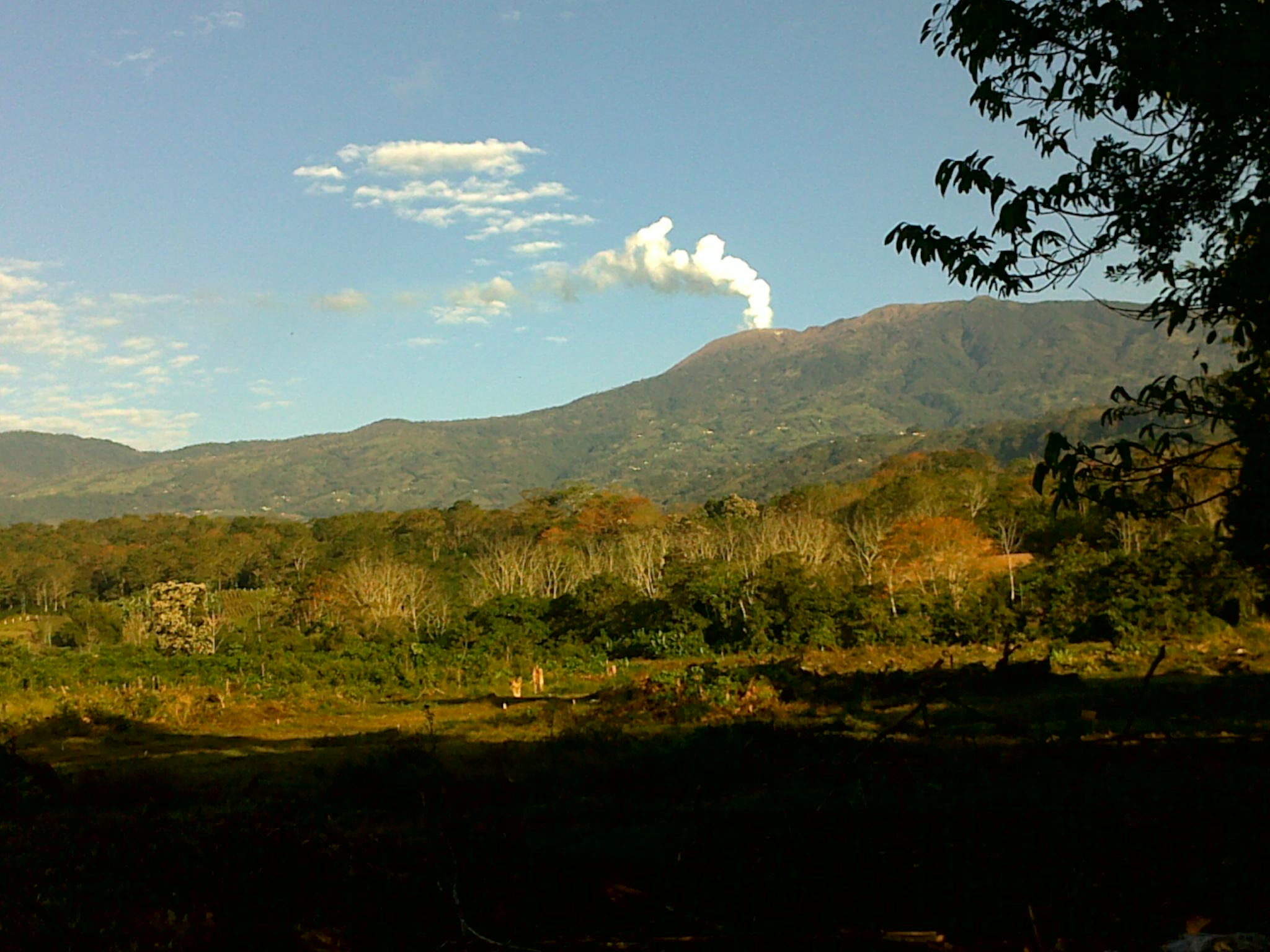
2010年2月24日撮影